# Vivamos Mejor
Vivamos Mejor är en ort i Mexiko.   Den ligger i kommunen Nuevo Morelos och delstaten Tamaulipas, i den centrala delen av landet, 300 km norr om huvudstaden Mexico City. Vivamos Mejor ligger 287 meter över havet och antalet invånare är 185.
Terrängen runt Vivamos Mejor är kuperad åt sydost, men åt nordväst är den platt. Runt Vivamos Mejor är det glesbefolkat, med 12 invånare per kvadratkilometer. Närmaste större samhälle är Antiguo Morelos, 13,9 km öster om Vivamos Mejor. Omgivningarna runt Vivamos Mejor är en mosaik av jordbruksmark och naturlig växtlighet.